# Estação Ferroviária de Serpins

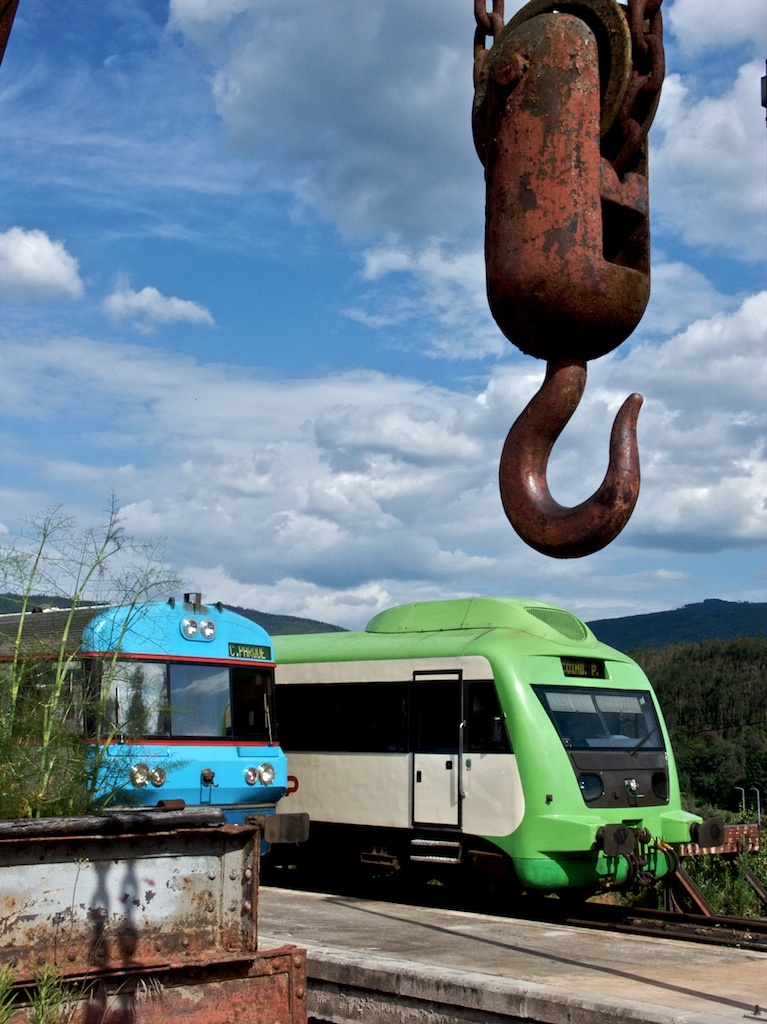
Gancho do guindaste da estação de Serpins; em fundo, automotoras 0350 e 0450 em 2008, último ano de serviço.

A estação ferroviária de Serpins é uma interface encerrada do Ramal da Lousã, que servia a localidade de Serpins, no Distrito de Coimbra, em Portugal.

## Descrição

### Localização e acessos
Esta estação situa-se na rua epónima (EM552) da localidade nominal, distando cerca de 14 km de Góis, e cerca de 24 km de Arganil — locais para onde foram previstos prolongamentos da linha.

### Infraestrutura
Apesar da sua condição de estação terminal, o edifício de passageiros de Serpins situa-se lateralmente à via, do lado noroeste da via (lado direito do sentido descendente, para Coimbra-B).

## História

### Antecedentes, planeamento e inauguração
Já em 1870, tinha sido planeada uma linha de Coimbra a Arganil, e em 22 de Fevereiro de 1889 foi assinada a escritura para construção deste caminho de ferro. Um dos principais objectivos era servir aquela vila, que estava muito isolada em relação aos transportes terrestres.

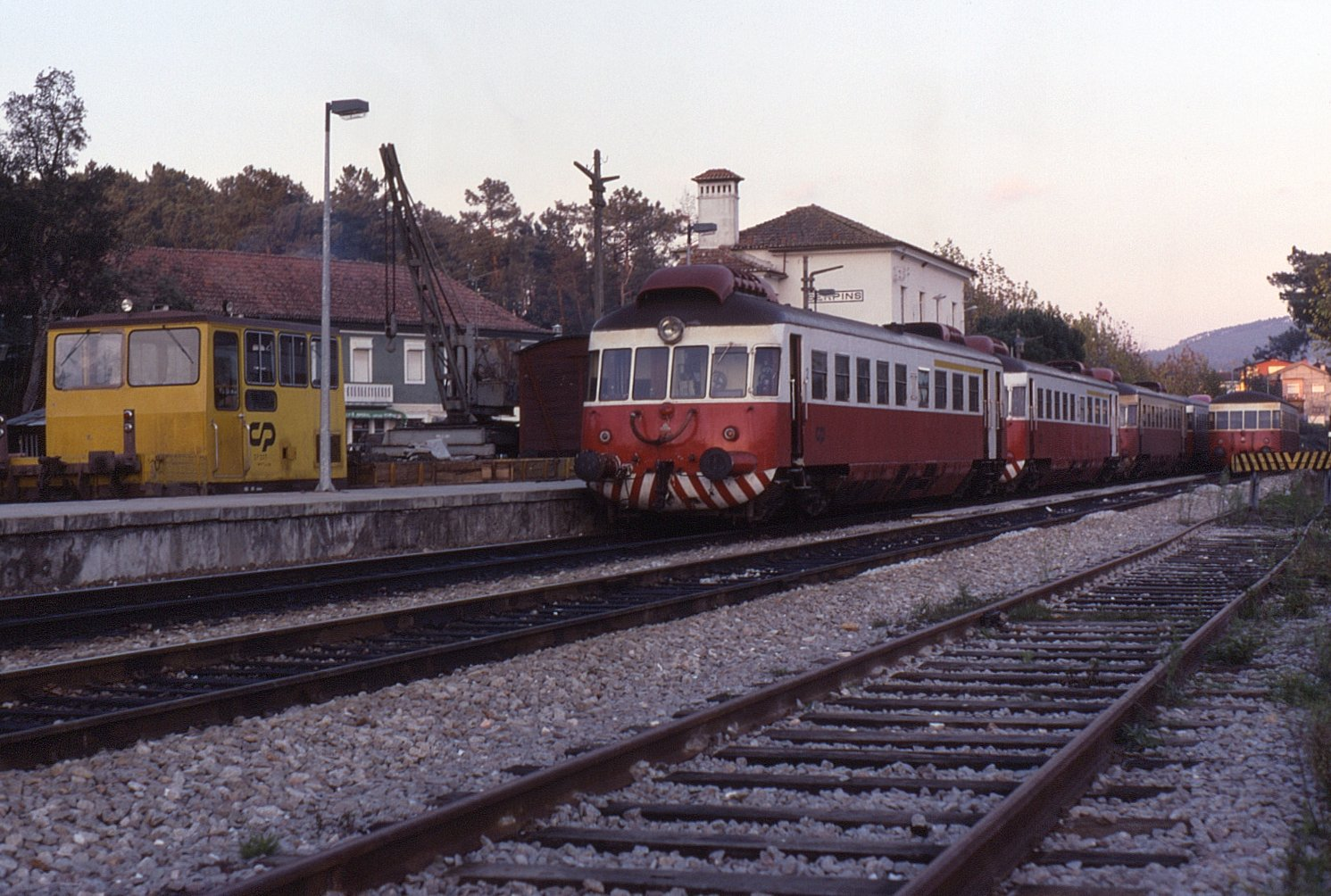
Estação de Serpins, em 1990

Um alvará de 10 de Setembro de 1887 autorizou a companhia Fonsecas, Santos e Viana a construir um caminho de ferro de via estreita de Coimbra a Arganil, mas no ano seguinte a Companhia do Mondego tomou a construção como uma linha de via larga. A empresa entrou em falência por uma sentença de 17 de Fevereiro de 1897, pelo que a licença para a construção e exploração da linha foram transferidas para a Companhia Real dos Caminhos de Ferro Portugueses em 22 de Novembro de 1904, que concluiu a linha até à Lousã. O Decreto 8:910, de 8 de Junho de 1923, autorizou a Companhia do Mondego a terminar a linha até Arganil, que passou novamente a sua concessão para a C.P. Assim, o lanço entre Lousã e Serpins entrou ao serviço no dia 10 de Agosto de 1930, pela C.P.. Arganil passou a ser servida pela estação de Serpins após a sua inauguração, embora ainda se situasse a cerca de 30 km de distância.
No entanto, logo em 19 de Maio de 1933, os comboios de passageiros entre Coimbra e Serpins foram substituídos por carreiras rodoviárias.

### Continuação do ramal

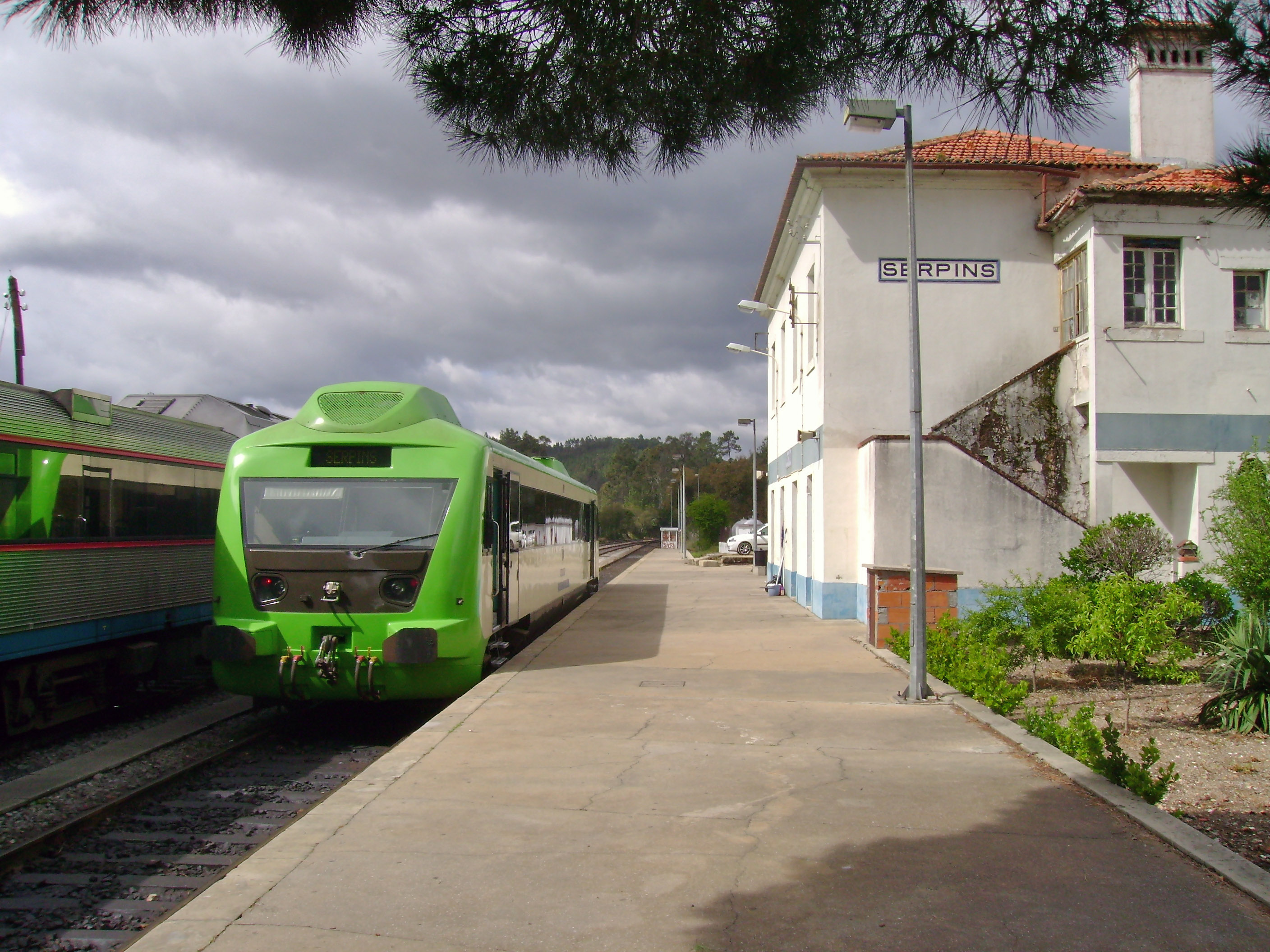
Estação de Serpins, em 2008

Em Setembro de 1948, já se tinham feitas todas as expropriações necessárias, e várias terraplanagens e obras de arte no troço entre Serpins e Arganil, que teria pouco mais de 20 km de extensão. Nessa altura, a continuação do ramal já tinha sido pedida ao Ministro das Obras Públicas por várias entidades de Arganil e pela sua Casa em Lisboa. No entanto, esta obra não chegou a ser concluída, tendo Serpins permanecido como a estação terminal do ramal.

### Século XXI
Em Fevereiro de 2009, a circulação no Ramal da Lousã foi temporariamente suspensa para a realização de obras, tendo os serviços sido substituídos por autocarros.

O troço entre Serpins e Miranda do Corvo foi encerrado em 1 de Dezembro de 2009, para as obras de construção do Metro Mondego. Já em 2007, o projeto apresentado para o Metro Mondego (entretanto nunca construído) preconizava a inclusão de Serpins como uma das 14 interfaces do Ramal da Lousã a manter como estação/paragem do novo sistema.